# Christoph Albrecht von Kanitz
Christoph Albrecht von Kanitz (* 14. Juli 1653 in Pehesten, Kreis Preußisch Eylau in Preußen; † 18. November 1711 in St. Benedetto) war ein königlich preußischer Generalmajor, Chef des Infanterie-Regiments Nr. 14 sowie Erbherr von Mednicken, Mühlfeld und Boxin.

## Leben
Er war das jüngste von drei überlebenden Kindern des Christoph Friedrich von Kanitz (* 1617; † 1680), einem kurbrandenburgischen Oberstleutnant und Kommandanten der Festung Pillau, und dessen erster Frau Marie von Kreytz(en) († 1653) aus dem Hause Pehesten, die bereits wenige Monate nach der Geburt von Christoph Albrecht von Kanitz verstarb. Einer zweiten 1655 geschlossenen Ehe des Vaters mit Susanna von Kreytz(en) aus dem Hause Weßlienen entstammten sechs weitere Söhne, die sämtlich Offiziere wurden, darunter der spätere kursächsisch-polnische Obrist Otto Ludwig von Kanitz.
Kanitz trat 1670 als Fähnrich in das Garnisonsregiment der Festung Pillau ein. Er wurde 1673 zum Capitain (Hauptmann), 1679 zum Major, am 23. Juni 1689 zum Oberstlieutenant und am 16. Januar 1694 zum Oberst befördert. Kanitz erhielt am 10. Januar 1702 das Kommando über das Infanterie-Regiment Nr. 14 („von Brandt“). Am 18. Januar 1703 wurde er Brigadier und erhielt am 25. Dezember 1704 den Rang eines Generalmajors.
Er diente unter Kurfürst Friedrich Wilhelm zunächst in den Feldzügen des Holländischen Kriegs (1672–1679) gegen Franzosen und Schweden und marschierte als Leutnant im Regiment Lehndorff nach Holland. 1676 folgte er dem Kurfürsten im Winterfeldzug nach Livland. Er wurde Major im Regiment Nr. 14 und nahm bis 1679 an dem Krieg teil. Das Regiment wurde danach aufgelöst und Kanitz nach Pillau versetzt. Unter der Führung von Wolfgang Christoph Truchsess von Waldburg, des Kommandanten der Festung Pillau, wurde Kanitz 1684 zur Unterstützung der kaiserlichen Truppen im Kampf gegen die Türken nach Ungarn kommandiert, wo er bei der Belagerung von Ofen (1684/1686) eingesetzt war. 1691 kam er als Oberstlieutenant zu den Truppen nach Brabant. Er nahm 1702 an den Belagerungen von Bonn und Kaiserswerth teil. Am 13. August 1704 kämpfte er in der Schlacht bei Höchstädt, wo er verwundet wurde. Er nahm an der anschließenden Belagerung von Landau teil, wo er erneut eine Verwundung erlitt. Im Spanischen Erbfolgekrieg nahm Kanitz am 16. August 1705 an der verlustreichen Schlacht bei Cassano teil. Am 10. Januar 1708 wurde sein Regiment zwar nominell dem Prinzen Friedrich Ludwig von Oranien unterstellt und führte bis 1713 dessen Namen, Kanitz blieb aber bis zu seinem Tode dessen Kommandeur. Er war in den Jahren 1709 bis 1711 als Kommandeur des brandenburgischen Kontingents erneut in Oberitalien eingesetzt, wohin ihn sein Sohn Samuel Friedrich von Kanitz begleitete. Es gelang ihm die Eroberung von Susa, Fenestrelles und Exilles. Er vertrieb am 16. September 1711 die Franzosen unter Marquis de Bréville vom Mont de Vallon bei Chaumont. Kanitz verstarb im November auf dem Rückmarsch an der Grenze zum Herzogtum Parma.

## Familie
Er war mit Maria Gottliebe Schach von Wittenau (* 12. Mai 1659; † 6. Dezember 1736) verheiratet, sie war die Tochter des Oberhofappellationsgerichtsrat Gebhard Friedrich Samuel Schach von Wittenau (* 24. Juli 1623; † 5. April 1686) und der Maria Katharina von Müllenheim (1642–1715). Das Paar hatte fünf überlebende Töchter, darunter:
- Helene Dorothea (* 15. Juni 1688; † 3. Februar 1760) ⚭ 11. Mai 1714 Friedrich Bogislaw von Schwerin (* 30. August 1674; † 1. Oktober 1747),[2] Erbherr auf Märkisch Wilmersdorf.

und einen Sohn:
- Samuel Friedrich (* 15. Juni 1690; † 18. Januar 1762) ⚭ 29. September 1723 Christiane Tugendreich von Kyaw (* 2. September 1705; † 3. April 1749) aus dem Hause Friedersdorf[4]